# جون سكيلس
جون سكيلس (بالإنجليزية: John Scales)‏ (4 يوليو 1966 في المملكة المتحدة - ) هو لاعب كرة قدم بريطاني في مركز الدفاع. شارك مع منتخب إنجلترا لكرة القدم الرديف ومنتخب إنجلترا لكرة القدم. أما مع النوادي، فقد لعب مع إيبسويتش تاون وتوتنهام هوتسبير وليدز يونايتد ونادي بريستول روفيرز ونادي ليفربول ونادي ويمبلدون.

## مسيرته الكروية
لعب جون سكيلس خلال مسيرته الاحترافية مع 6 أندية في ثمانية عشر موسمًا وسجل خلالها 11 هدفًا ضمن 409 مباراة. حيث فاز في موسم واحد بالكأس ولم يفز بأي دوري.
خاض جون سكيلس مسيرته مع نادي ليدز يونايتد في موسم 1984–85 لمدة موسم واحد، لم يشارك في أي مباراة ولم يسجل أي هدف. ثم انتقل إلى نادي بريستول روفيرز في موسم 1985–86 ولمدة موسمين، حيث شارك في 72 مباراة سجل خلالها هدفين. لينتقل بعدها إلى نادي ويمبلدون في موسم 1987–88 ليلعب معه ثمانية مواسم، مشاركًا في 240 مباراة سجل خلالها 7 أهداف. ثم انتقل إلى نادي ليفربول في موسم 1994–95 ولمدة موسمين، مشاركًا في 62 مباراة سجل خلالها هدفين. هذا وانتقل لاحقًا إلى نادي توتنهام هوتسبير في موسم 1996–97 ليلعب معه أربعة مواسم، مشاركًا في 33 مباراة ولم يسجل أي هدف. ثم انتقل بعدها إلى نادي إيبسويتش تاون في موسم 2000–01 لمدة موسم واحد، مشاركًا في مباراتين ولم يسجل أي هدف أيضًا.

## وصلات خارجية
- جون سكيلس على موقع الاتحاد الأوربي (الإنجليزية)
- جون سكيلس على موقع قاعدة بيانات كرة القدم.إي يو (الإنجليزية)
- جون سكيلس على موقع ناشيونال فوتبول تيمز (الإنجليزية)
- جون سكيلس على موقع Soccerbase.com (لاعب) (الإنجليزية)
- جون سكيلس على موقع عالم كرة القدم.نت (الإنجليزية)